# 大堡礁
大堡礁（英語：Great Barrier Reef）是世界最大最长的珊瑚礁群，位于南太平洋的澳洲東北海岸，它纵贯于澳洲东北昆士蘭州外的珊瑚海，北从托雷斯海峡，南到南回归线以南（約南緯10°至南緯24°），绵延伸展共有2,600公里左右，最宽处161公里。約有2,900个獨立礁石以及900個大小島嶼，分佈在約344,400平方公里的範圍內，自然景观非常特殊。大堡礁的南端离海岸最远有241公里，北端较靠近，最近处离海岸仅16公里。在落潮时，部分的珊瑚礁露出水面形成珊瑚岛。在礁群与海岸之间是一条极方便的交通海路。风平浪静时，游船在此间通过，船下連绵不断的多彩、多形的珊瑚景色，就成为吸引世界各地游客来猎奇观赏的最佳海底奇观。
大堡礁是由數十億隻微小的珊瑚蟲所建構成的，是生物所建造的最大物體，就算從外太空也能看到。因其造就了豐富的生物多樣性，而在1981年被列入世界自然遺產名錄，也曾被CNN選為世界七大自然奇觀。
大堡礁大部份區域都在大堡礁海洋公園的保護之下，這減少了人類對此區的影響，像是漁業、觀光業等。但依舊有其他的環境因素影響大堡礁，如因逕流或氣候變化造成的珊瑚白化及棘冠海星週期性增加。
對澳大利亞原住民及托雷斯海峽島民來說，從約一萬五千年前以來，他們就與大堡礁共同生活至今，無論是文化或精神都深受其影響。
大堡礁也是個相當熱門的觀光景點，特別是在降靈群島（Whitsunday Islands）及凯恩斯地區。觀光業是這裡重要的經濟活動，每年約有十億美元的產值。

## 地質與地理

大堡礁海底的景象

大堡礁為大分水嶺地區的特殊景觀之一。其北起荊棘岩礁（Bramble Cay，大堡礁最北端的島嶼）與巴布亞紐幾內亞間的托雷斯海峽，南至伊麗特女士島（Lady Elliot Island，大堡礁最南端的島嶼）與弗雷澤島（Fraser Island）間的海峽。荊棘岩礁與伊麗特女士島的直線距離為1915公里。其間900多座島嶼，約有600座大陸島與300座珊瑚島。
從新生代開始，原先與南極洲相連的澳洲大陸以每年7公分的速度向北移動。因板塊移動，澳洲東部經歷了一段陸地抬昇的時期，在昆士蘭內陸400公里處形成分水嶺。另外，由於旺盛的火山活動而產生了層狀火山、盾狀火山及玄武岩流，其中一些堅硬的露頭成為高島（high islands，基本上為火山島）。
在珊瑚海盆地形成後，珊瑚開始在此生長，但直到2500萬年前，昆士蘭北部仍處於溫帶水域，水溫過低而不適合珊瑚生長。之後，昆士蘭移動到熱帶水域，水溫的上升及海水深度的變化都對珊瑚的生長造成相當大的影響。此時，珊瑚的直徑每年可增加1～3公分，高度每年可增加1～25公分。但因珊瑚生長需要陽光，故只分佈在水深150公尺內的水域內。
2400萬年前，昆士蘭到達熱帶水域，部分珊瑚開始生長，同時，河流對大分水嶺山脈的侵蝕作用及堆積作用形成三角洲、遠海沉積物及濁積岩，這對珊瑚的生長形成了不利的影響。1000萬年前，海平面下降，這加強了堆積作用。同時，進入海中的砂石雖會阻礙珊瑚生長，但另一方面，砂石所堆積的地方也成為珊瑚生長的基底。另外，40萬年前，進入間冰期，此區的海水溫度上升了4℃左右。

## 生態
大堡礁支持着多种多样的生物，其中包括有许多易危和瀕危物种，还有一些是大堡礁的特有種。

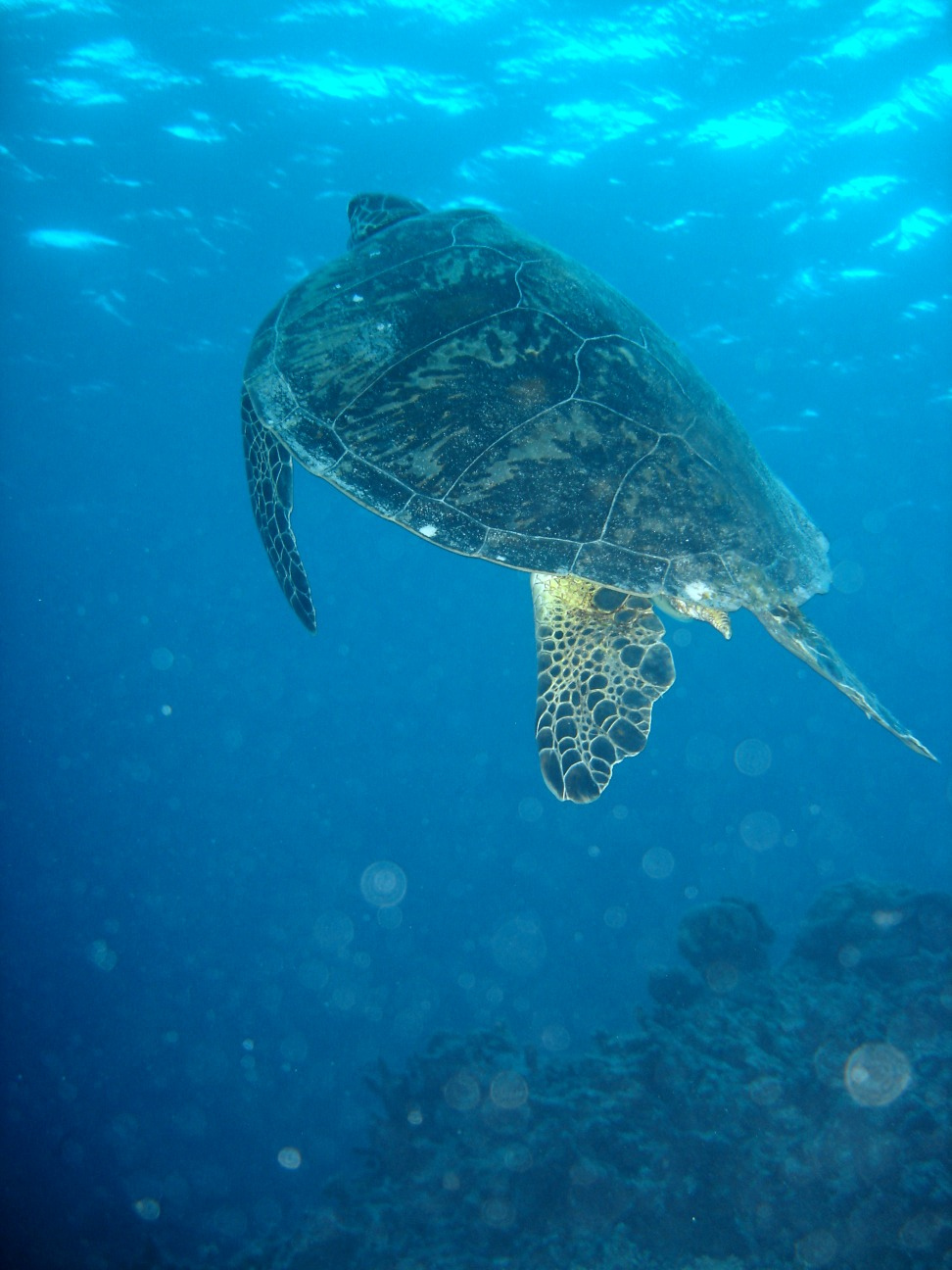
大堡礁的綠蠵龜。

## 環境威脅

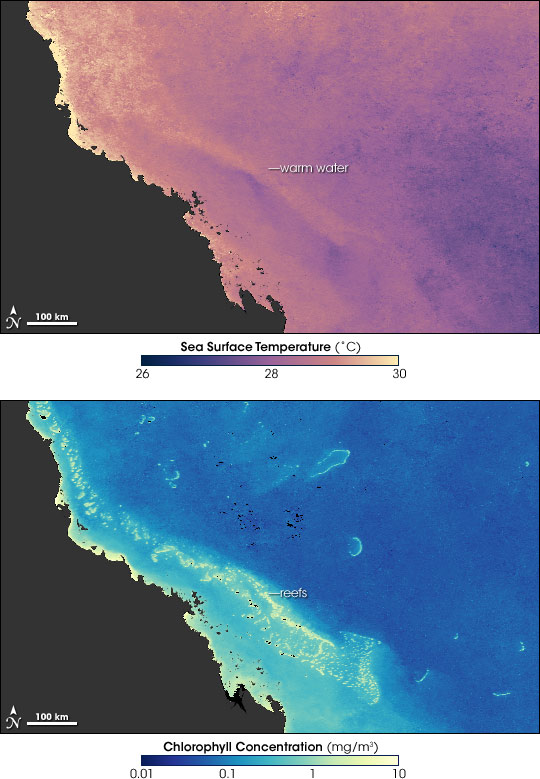
海水温度及大堡礁的珊瑚白化

气候变化、污染、棘冠海星和渔业是对大堡礁生态系统健康危害最大的因素。其它的威胁还有海运事故、油外泄和热带气旋。骨骼侵蚀带是一种发生在骨状珊瑚上的由原生动物珊瑚鹽泡纖毛蟲（Halofolliculina corallasia）引起的疾病，可以感染31种珊瑚。根据一项美国国家科学院的研究，自从1985年来，大堡礁已经因为上述危害因素损失了超过一半的珊瑚礁，其中三分之二的损失是发生在1998年以后。一份2016年三月的報告顯示，因為海洋暖化引發第三次全球白化事件，導致中北部的珊瑚礁可能全數摧毀，佔據大堡礁整體40％以上。

## 人為利用
一群同性戀者在2004年6月14日，於大堡礁東部建立  珊瑚海群島同性戀王國，以對澳洲政府拒絕承認同性婚姻表示抗議。

## 大堡礁的度假島
- 漢密爾頓島（Hamilton Island）--大堡礁最大的度假島
- 海曼島（Hayman Island）--格調優雅高貴頂級的度假島
- 蒼鷺島（Heron Island）--大堡礁的縮影
- 當克島（Dunk Island）--最自然原始的度假島
- 伊丽特女士岛（Lady Elliot Island）-- 大堡礁最南端的度假岛

### 引用

大堡礁海洋公園範圍

1. ↑  Great Barrier Reef Marine Park Authority. .   [2024-05-21]. （原始内容存档于2024-05-23）.
2. 1 2  UNEP World Conservation Monitoring Centre. . Department of the Environment and Heritage. 1980  [2009-03-14]. （原始内容存档于2008-05-11）.
3. 1 2  .   [2008-09-03]. （原始内容存档于2013-04-14）.
4. ↑  The Great Barrier Reef World Heritage Area, which is 348,000 km squared, has 2900 reefs. However, this does not include the reefs found in the Torres Strait, which has an estimated area of 37,000 km squared and with a possible 750 reefs and shoals. (Hopley, p. 1)
5. ↑  Fodor's. .   [2006-08-08]. （原始内容存档于2013-04-14）.
6. ↑  Department of the Environment and Heritage. .   [2006-11-02]. （原始内容存档于2006-10-18）.
7. ↑  Sharon Guynup. . Science World. 2000-09-04  [2007-06-11]. （原始内容存档于2012-07-08）.
8. ↑  Sarah Belfield. . Geoscience Australia (Australian Government). 2002-02-08  [2007-06-11]. （原始内容存档于2007-10-01）.
9. ↑  CNN. . 1997  [2006-08-06]. （原始内容存档于2006-07-21）.
10. ↑  Hopley, p. 18
11. ↑  Hopley, p. 19
12. ↑  Hopley, p. 26
13. ↑  Hopley, p. 27
14. ↑  Hopley, pp. 27–28
15. ↑  Hopley, p. 29
16. ↑  Hopley, p. 37
17. ↑  CSIRO. . 2006  [13 March 2007]. （原始内容存档于2007-08-30）.
18. ↑  Great Barrier Reef Marine Park Authority. . 2000  [24 November 2006]. （原始内容存档于2006年10月14日）.
19. ↑  Harriott, V.J.  (PDF). CRC Reef Research Centre Technical Report No. 46. CRC Reef Research Centre. 2002  [8 March 2009]. （原始内容 (PDF)存档于2009年3月18日）.
20. ↑  . www.aims.gov.au.   [22 August 2009]. （原始内容存档于2009年7月13日）.
21. ↑  Eilperin, Juliet. . Washington Post. The Independent. 2 October 2012  [3 October 2012]. （原始内容存档于2020-08-16）.